# Albert Memorial

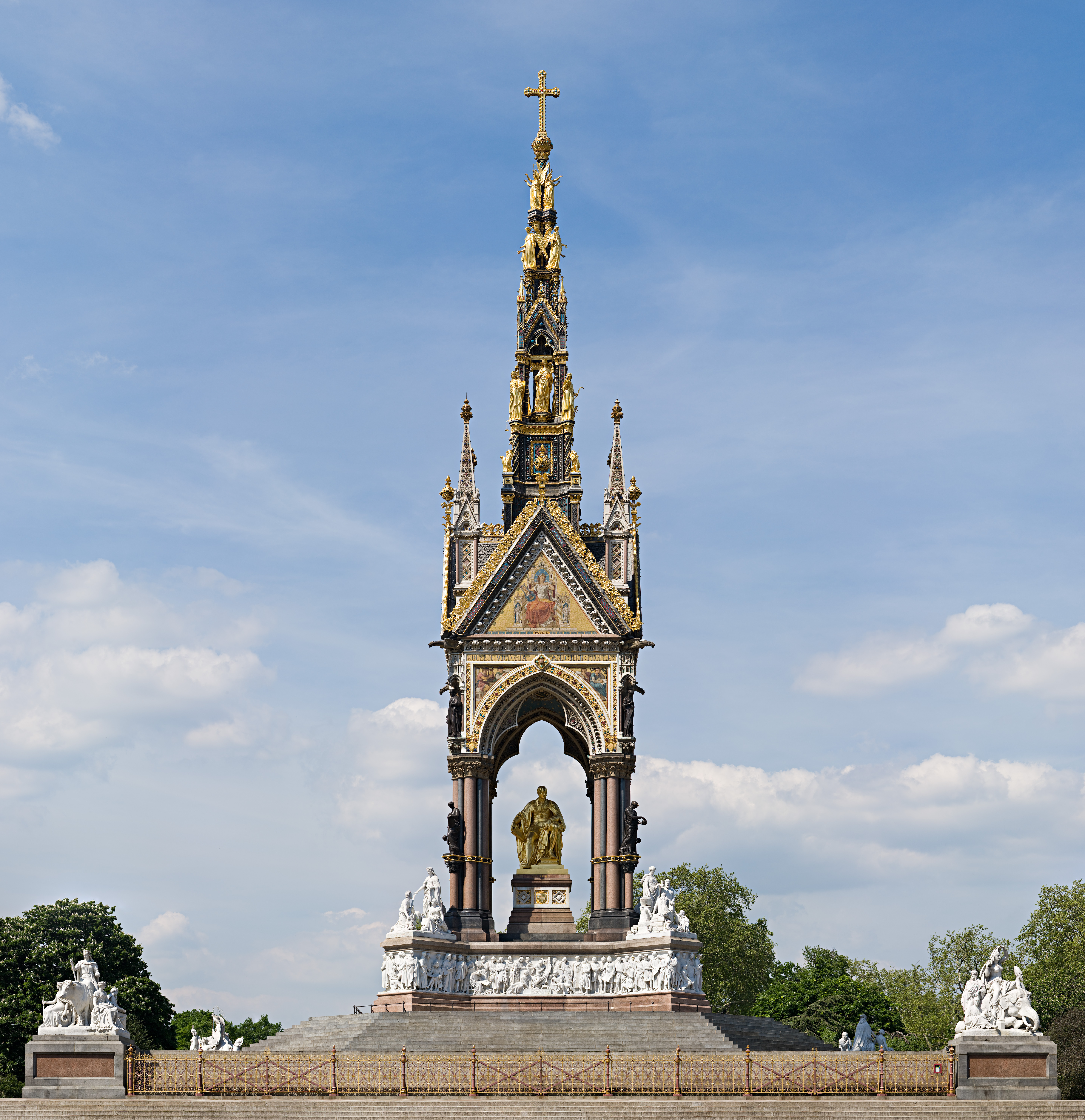
Albert Memorial

Albert Memorial är ett monument över prins Albert, gemål till drottning Viktoria, i Kensington Gardens i London. Det ritades av George Gilbert Scott i nygotisk stil och det invigdes 1872. Statyn av Albert kom dock inte på plats förrän 1875.